# Remenador

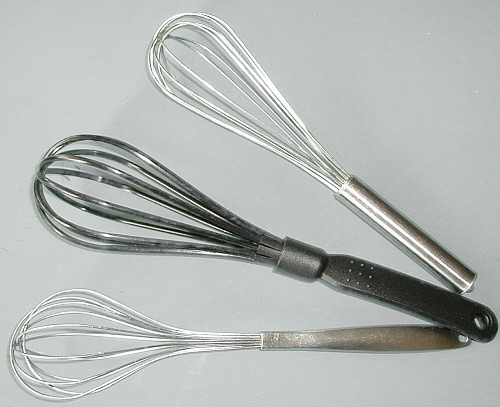
Remenadors o batedors de ma.

Un remenador, batedor, batedora o deixatador és un estri de cuina emprat en la barreja d'aliments. Se solen construir aquests remenadors amb filferro o varetes corbades llaçats en un mànec; hi ha variants modernes en plàstic i algunes en fusta de bambú. L'ús més freqüent dels remenadors sol trobar-se en el batut d'ous per a elaborar per exemple merenga, la utilització d'aquest instrument és molt més eficaç en aquesta mena de batuts d'emprar un simple forquilla. N'hi ha que s'empren en l'elaboració de salses, per a mesclar líquids, aliments amb diferents consistències, etc.
El batedor de clares o enganyamarits és un estri semblant, fet d'una paleta de metall amb una malla a la base, que hom utilitza solament per a muntar clares.

## Tipus
Alguns remenadors tenen diferents formes i girs de les varetes, gairebé tots tenen forma de gota o globus (se sol anomenar remenador de globus). Hi ha variants amb formes allargades, habitual a la cuina domèstica que se sol anomenar remenador francès. Un que és més pla s'anomena generalment remenador de roux. Hi ha el remenador de gravy que té un bucle principal i altres més petits enrotllats al voltant d'aquest. Hi ha també el remenador giratori en forma de pilota espiral molt emprat per a batre líquids.